# 防楯 (日本軍)

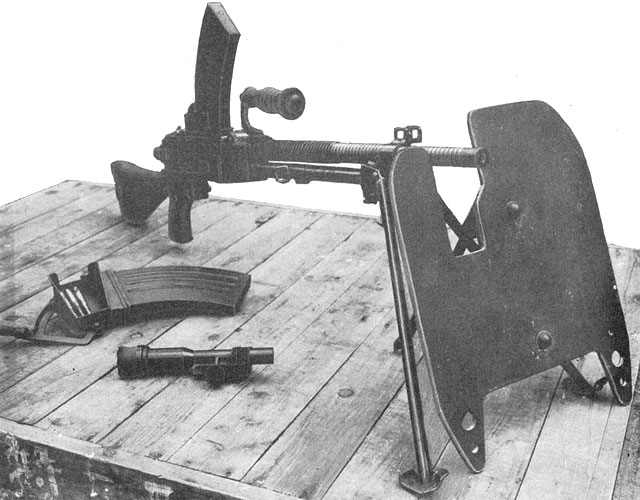
九六式軽機関銃を装着した九九式重防楯。

防楯（ぼうじゅん）とは、以下の意味を持つ言葉である。
1. 防御のために火砲、機関銃に取り付けられる左右に張り出したシールド。砲手や銃手を小銃弾や砲弾の破片から防護するために取り付けられる薄い装甲板。
2. 砲塔の砲可動部分を防護するための楯。
3. 工兵・歩兵の近接戦闘において、日本陸軍が採用した小銃弾を防護するための個人が携帯するシールド。

本記事では（3）について述べる。

## 概要
防楯は、歩兵や工兵が陣地攻撃や鉄条網破壊などの近接戦闘中に小銃弾で死傷するのを防ぐために制定された。数十センチ平方程度の装甲板に銃眼を設け、伏射に用いることができるものもあった。これらは個人が携帯可能な程度の重量であり、携帯できない場合には車輪が取り付けられた。以下のような個人用の防楯が存在した。
- 携帯防楯。大正期のもの。
- 九三式軽防楯。
- 九三式重防楯。
- 九三式転動防楯。機関銃手を防護する大型の防楯。
- 九八式軽防楯。
- 九八式重防楯。
- 九九式軽防楯。三八式歩兵銃の銃手を防護する。
- 九九式重防楯。機関銃手を防護する。
- 亀甲型防楯。前面から背部にかけて覆う形状の防楯。
- 試製重鎧。前面から側面を覆う大型の装甲。

## 経緯
日露戦争中の旅順攻囲戦中の歩兵の死傷はおびただしく、このために歩兵の防御として防楯が考案された。1904年（明治37年）7月19日、製作が砲兵工廠に依頼された。制式図などの決定の猶予はなく、陸軍技術審査部と打ち合わせの上、作業が行われた。まず100個の防楯が試製され、鉄条網の破壊に従事する兵員の防護に用いられた。同年10月2日、第二軍参謀長から軍務局長へ電報で防楯配備の要請があり、防楯40個を製作し送付した。11月15日には満州軍総司令部の意見としてさらに防楯が必要とされ、100個が第二軍に追加交付された。当時の戦況から民間でも防楯に対する関心は高く、防楯製作の提出案は数十種に上った。12月15日、その中の一つを実地に技術試験部が試験したところ、射程75mで三十年式歩兵銃の弾丸に耐えたために採用が決定された。これは300個が製作されて第三軍に送られた。
1922年（大正11年）5月4日には、工兵用の携帯防楯が仮制式上申された。
1933年（昭和8年）12月16日には、転動型の防楯が制式制定されるよう上申された。これは1934年（昭和9年）4月12日に制定された。この大型の防楯の重量は35kgあり、伏射する機関銃手の前面と側面を、三枚の装甲板で覆うものである。前面鋼板の幅は420mm、側面鋼板の長さは400mmである。防楯下部の3箇所に転輪がつき、鋼板の内側に取っ手がある。これを用いて、名称の通り転がして動かせた。前面鋼板の中央部に蓋のできる銃眼がついている。
昭和8～9年の兵器名称細目表には、近接戦闘機材九三式軽（重）防楯の名称が見られる。
1938年（昭和13年）11月7日の、陸軍技術本部への兵器貸与を要請した書類では、九八式軽防楯と九八式重防楯の名称が確認できる。これらは日本電解製鉄所に試作が発注された。防楯本体は厚さ6mmである。脚には普通鋼かシームレスの鋼管を用いた。厚みの公差はプラスマイナス0.7mmである。塗装はさび止めの上に茶褐色が塗布された。

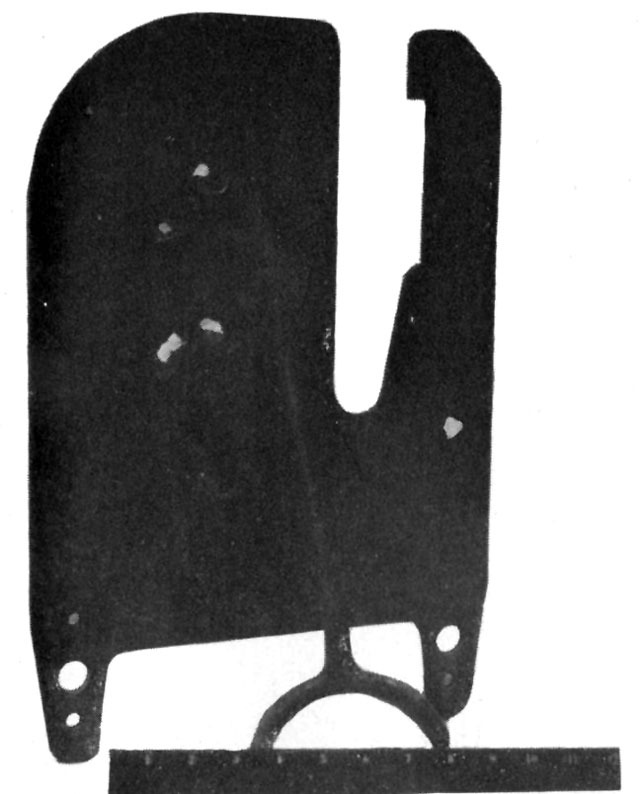
7.7mm通常弾で射撃された九九式防楯の背部。試験では100フィートから射貫されず、徹甲弾では撃ち抜かれた。

1939年（昭和14年）8月5日には九二式重機関銃防楯の制式制定が上申された。技術本部で設計され、1937年（昭和12年）10月に日本製鋼所と特殊製鋼株式会社が試作に当たった。構造は重量約8kg、鋼板厚さ6mmの防楯を、地上に対し60度の角度に傾けて、重機関銃の三脚に装着した。性能は200mからの徹甲弾の直射に耐えた。
日中戦争の戦訓を取り入れ、機関銃の防護のために防楯が必要とされたことから開発が行われた。設計要目は通常弾に対する十分な防御と、徹甲弾に対しては距離100m以遠で耐えられることが求められた。設計段階ではさらにユニークなアイデアが盛り込まれていた。主体防楯のほかの付属防楯が、軽機関銃や三八式歩兵銃の防楯とも共用化されており、歩兵が前進する際に腹や胸を保護できるというものであった。これは分隊長用防楯にも使用できた。
1939年（昭和14年）12月26日に、九三式防楯を廃止し、九九式防楯を制定するよう上申が行われた。九九式重防楯は近接戦闘において、攻撃、前進や停止中の軽機関銃手を敵の小銃弾から防護する目的で設計されている。構造は幅35cm、高さ約50cm、厚さ6mmの特殊鋼板である。重量7.4kgで携行が可能、普通実包の貫通を至近距離でも許さない性能を持つ。1938年（昭和13年）8月研究に着手、九三式防楯を手本とし、銃身の保護と照準眼鏡の使用に支障がないよう配慮された。1939年（昭和14年）6月に試製が完了。同年7月、試験の結果、改修の必要があることが判明した。同年8月、改修完了し、成績はおおむね良好と判断された。この後、陸軍歩兵学校に、構造の適否と、取り扱い上の問題の有無の試験を委託した。その結果、重量、形状は適当であり、作業に便利であると判断されている。また防楯は九六式軽機関銃の場合は銃手が持ち、十一年式軽機関銃の場合は一番（射手以外の銃手）が携行することが適当と評価された。
九九式軽防楯は片手で携行し、前進・停止時の小銃弾からの防護を目的としている。構造は幅30cm、高さ約40cm、厚さ約6mm。重量5kgで普通実包に対しては至近距離でも貫通しない。本防楯の開発は、狙撃眼鏡の使える防楯の必要があったことから始まった。1938年（昭和13年）8月に部案がまとまり、研究に着手した。同月中に近接戦闘兵器研究委員会により、近接戦闘兵器として決定された。昭和14年6月に試製された。これは九三式防楯を参考とし、狙撃眼鏡が使用できるよう配慮された。1939年（昭和14年）7月に試験が行われ、脚の頑丈さに問題があるとして改修された。同年8月に改修が完了、成績はおおむね良好であった。この後、歩兵学校と陸軍工兵学校に、構造・取り扱い上の問題の有無がないか、試験を委託した。結果、実用に適すると判定された。工兵学校では設置、運搬がたやすいと評価し、歩兵学校では重量、構造が適切であり、近接戦闘の動作がおおむね行いやすいと評価した。また工兵学校からは脚を伸縮して地形に対応できるよう改修することが求められたが、構造上弱くなることを懸念し、これは採用されなかった。
1940年（昭和15年）4月に試製銃鎧の審査が行われた。これには軽重の二種があり、試製銃鎧（重）は、機関銃手の上半身から太腿あたりまでを覆うことができる個人用の装甲である。形状を大づかみに描写すれば三角柱を転がした形であり、底面から上部へと三角形状に装甲板を鋭角に組み合わせて避弾経始の効果を狙ったものであった。銃手はこの銃鎧に腹ばいで入り、足で地面を蹴って銃鎧を動かした。銃鎧は前方に車輪が一組つけられ、後に、後部にも一組の車輪が追加された。側面装甲はそれぞれ左右へ展開し、防楯にできた。装甲の厚みは10mmである。後退する際には銃手は反対向きに銃鎧へ入り、肩にバンドを掛け、両腕で銃鎧を引きずって後退させた。非常に負担がかかるもので、実用性には乏しかった。

## 製造と配備
相当数が製造、配備されている。1939年（昭和14年）4月、陸軍省機械課は、「昭和14年度初度調弁器材表」において、九八式軽防楯35,000、重防楯4,320の調達数量を出している。また1940年（昭和15年）4月の整備計画では、九九式軽防楯1,122、九九式重防楯79が目標とされた。
1938年（昭和13年）4月6日には九三式軽防楯200、九三式重防楯50が関東軍へ交付された。
1938年（昭和13年）6月15日、工兵用の特殊作業教育用として九三式重防楯20、九三式転動防楯20が関東軍に送付された。
1939年（昭和14年）8月4日、北支那方面軍には九三式軽防楯が1,000個送付された。
1939年（昭和14年）11月25日には関東軍に対し重防楯16、軽防楯58、亀甲型防楯6が特別補給された。関東軍技術部に対し重防楯2、軽防楯2、亀甲型防楯1が送られた。
1941年（昭和16年）7月18日付の書類では、関東軍に対し、九九式軽防楯13,650、重防楯750が送付された。
1942年（昭和17年）1月6日、軽機用重防楯30が南方軍の第十四軍へ送られた。
1942年（昭和17年）1月9日には南方軍の第二師団へ軽防楯1,000、重防楯500が送られた。
さらに1942年（昭和17年）3月13日、第十四軍に対し、九三式軽防楯50、九九式軽防楯300、九三式重防楯10、九九式重防楯300が送られた。